# Elverfeldt genannt von Beverfoerde zu Werries

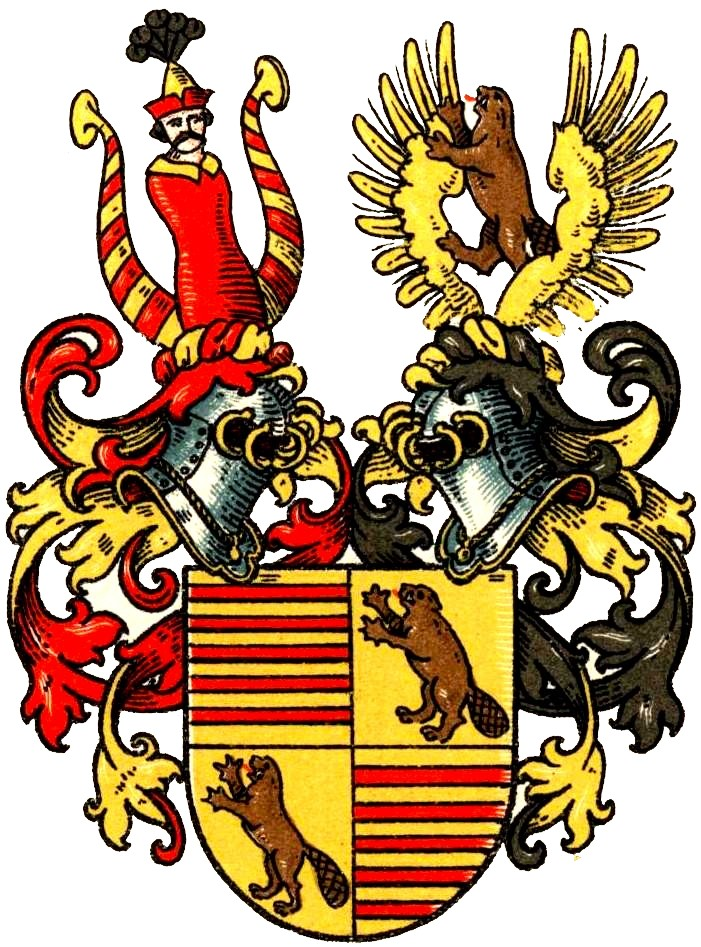
Wappen derer von Elverfeldt genannt von Beverfoerde zu Werries im Wappenbuch des Westfälischen Adels

Die Familie von Elverfeldt genannt von Beverfoerde zu Werries (oder auch nur von Beverfoerde-Werries) ist ein altes westfälisches Adelsgeschlecht, ein Zweig der Familie von Elverfeldt, der 1768 durch Adoption das umfangreiche Erbe der erloschenen Familie von Beverförde zu Werries erhielt.

## Geschichte
Namensgeber des Geschlechtes war Friedrich Christian von Beverförde zu Werries, den man auch „der tolle Werries“ nannte. Weil dieser wegen der Trennung von seiner Ehefrau kinderlos blieb, adoptierte er am 24. Januar 1768, wenige Tage vor seinem Tod, den gerade einjährigen Friedrich Clemens von Elverfeldt zu Dahlhausen und Steinhausen als Sohn und Erben.

„Demnach ich Endesunterschriebener meinen Adoptivsohn Friedrich Clemens von Elverfeldt, genannt von Beverfoerde, zu meinem Universalerben ausersehen habe, und will, dass derselbe von nun an in den Mitbesitz aller meiner Güter, Spruch und Forderungen zu dem Ende eingeführet werde, damit der völlige Besitz ihm nach meinem gottgefälligen Absterben verbliebe, so erteile ich hiermit meines oben gemeldeten adoptierten Sohnes Vater, Herrn Obristen Carl Friedrich von Elverfeldt, die Spezialgewalt zum Behuf dessen, den von mir soweit abgetretenen Besitz meines Wohnhofs in Münster, sodann meine Rittersitze Langen, Bynck bei Ascheberg, Horstmar (Münsterhof, Merveldter Hof, Sendenhof, Anm.v.Verf.), Werries, Nienburg, ferner meine Güter zu Ahlen und Teilte, die Rittersitze Wemesloh im Holländischen, Hamswerum und Uplewerth in Ostfriesland, alle Bauernhöfe und Kotten, samt allingen dieser Güter und Zubehörungen, Spruch und Forderungen, wie selbige Namen haben und im Hochstift Münster, im Holländischen und in Ostfriesland sind, zu ergreifen oder sich tradieren und einräumen zu lassen, des Endes Notarien und Zeugen zuzuziehen und zur Verrichtung dessen, wozu ich ihn hiermit bevollmächtige, ein oder mehrere Mandatarien zu substituieren. Urkundlich habe ich diese Vollmacht selbsthändig unterschrieben und mit meinem angeborenen Petschaft besiegelt.“

Friedrich Clemens nahm nun beide Namen an und nannte sich „Friedrich Clemens von Elverfeldt genannt von Beverfoerde zu Werries“. Am 20. Mai 1789 wurde von Kaiser Joseph II. die Namens und Wappenvereinigung bestätigt.
Am 24. April 1792 heiratete er Maria Anna Wilhelmine von und zu Westerholt-Gysenberg, eine Jugendliebe von Beethoven. Sie schenkte ihm fünf Kinder: Carl, Friedrich, Max, Wilhelm und Wilhelmina. 1785 kaufte er Schloss Loburg in einer Zwangsversteigerung vom Sohn des Erbauers, Johann Kaspar von Nagel. Am 19. Dezember 1844 erhielt Carl Adolf von Elverfeldt genannt von Beverfoerde zu Werries die preußische Anerkennung des Freiherrenstandes.

## Wappen
Das Wappen von 1789 ist geviert und zeigt in den Feldern 1 und 4 in Gold fünf rote Balken (Stammwappen der Elverfeldt), in den Feldern 2 und 3 in Gold schrägrechts einen natürlichen Biber (Wappen der Beverfoerde). Zwei Helme, auf dem rechten die Helmzier der Elverfeldt, auf dem linken die der Beverförde.

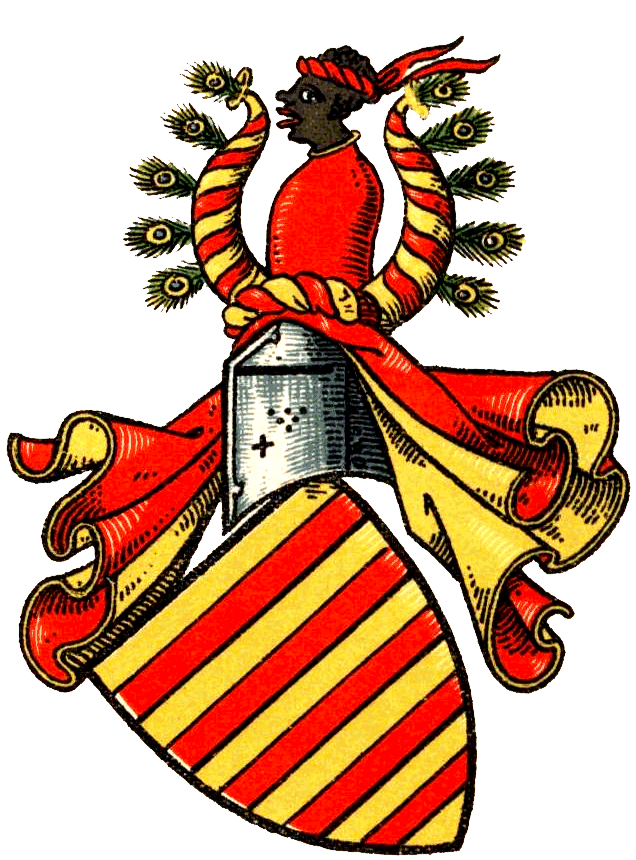
Wappen derer von Elverfeldt
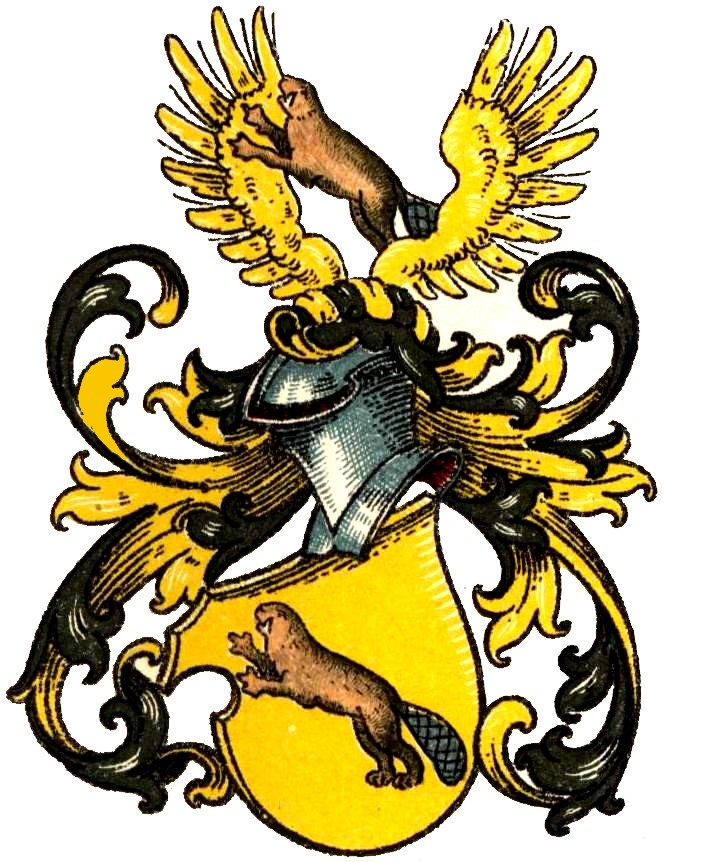
Wappen derer von Beverförde
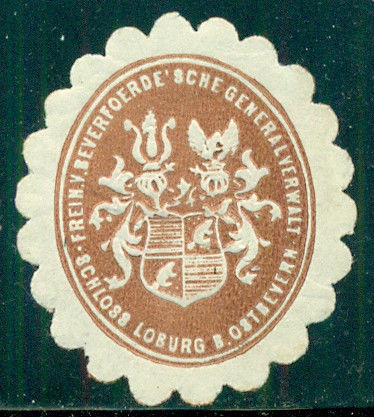
Siegel der Verwaltung

## Personen
- Friedrich Clemens von Elverfeldt zu Dahlhausen und Steinhausen (* 11. Januar 1767, Münster; † 9. Februar 1835, Münster) ⚭ am 24. April 1792 in Telgte mit Maria Anna Wilhelmine von und zu Westerholt-Gysenberg (* 24. Juli 1773 bzw. 1774 bzw. 1775, Schloss Berge; † 3. November 1852, Münster)

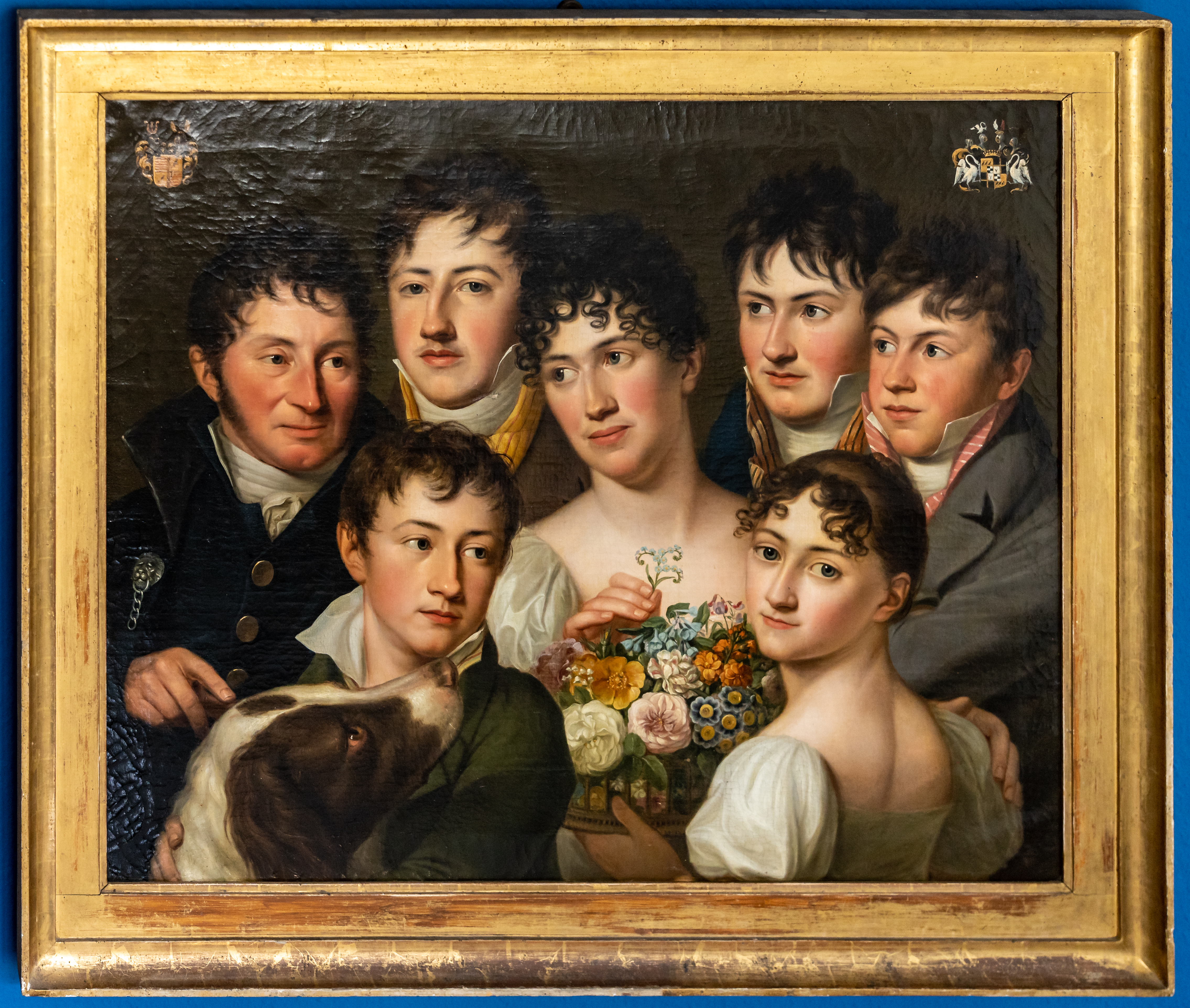
Anna im Kreis ihrer Familie (im Uhrzeigersinn: Ehemann Friedrich, Sohn Carl Adolf, Sohn Friedrich, Sohn Max, Tochter Wilhelmine, Sohn Wilhelm), Maler: Johann Christoph Rincklake

  - Carl Adolf (* 6. April 1795 in Münster; † 24. Mai 1863 in Ostbevern) ⚭ am 8. September 1831 auf Schloss Nennhausen mit Friedrike Klara Charlotte von der Briest (* 13. Oktober 1807, Nennhausen; † 14. Februar 1885)
    - Friederich (* 3. September 1832, Münster; † 12. September 1836, Ostbevern)
    - Max Ludwig Carl (* 8. Februar 1834, Münster; † 28. Juli 1851, Ostbevern)
    - August Friedrich Gisbert Alexander Maria (* 22. März 1835, Loburg; † 21. November 1855)
    - Anna Maria Cecilia Frederika Carolina (* 19. November 1839, Loburg; † unbekannt), trat 1860 in einen Orden in Blumenthal ein
    - Wilhelmina Maximiliana Franziska Friederica Huberta Maria (* 25. Juni 1839, Loburg; † 5. Januar 1865)
    - Maria Mechtilde Anna Friderika Huberta (* 26. Juli 1842, Loburg; † 19. Juli 1864)
    - Carl Maximilian Hubert Gisbert Maria (* 15. September 1845, Loburg; † 4. Januar 1901 ebenda) ⚭ am 25. Juni 1867 in Heessen mit Adelheid Cecilia Maria Huberta von Boeselager (* 11. Dezember 1843; † unbekannt)
      - Helene Friederika Adelheid Maria Huberta (* 15. März 1870, Münster; † 30. November 1923)
      - Adolphine Hermingülde Maximiliane Huberta Maria Brigitta Felicitas (* 8. Oktober 1871, Münster; † 7. Juli 1886, Ostbevern)
      - Carl Maximilian Joseph Hermann Franziscus Hubertus Maria (* 13. November 1873 auf Schloss Loburg † 21. Juni 1939, ebenda) ⚭ 16. Mai 1921 in Borgholzhausen mit Gräfin Agnes von Korff gen. Schmising-Kerssenbrock (* 3. Juli 1893, Haus Brincke in Borgholzhausen; † 6. Dezember 1971, Ostbevern)
        - Anna Maria (* 24. April 1922, Loburg; † 17.05.2005, Ostbevern)
        - Maria Adelheid (* 21. März 1925, Loburg; † 17. März 2024, Haus Brincke in Borgholzhausen) ⚭ am 16. Mai 1951 auf Schloss Loburg in Ostbevern mit Justus Maria Bernhard Franziskus Georg Graf von Korff gen. Schmising-Kerssenbrock, Graf von Praschma, Freiherr von Bilkau (* 5. April 1928 in Comorno Landkreis Cosel; † 13. Dezember 2022, Haus Brincke in Borgholzhausen)
        - Huberta Maria (* 15. Juni 1926, Loburg; † 13. März 2005, Warendorf) ⚭ am 1. September 1955 mit Siegfried Reinersmann (* 9. Oktober 1920, Feldhausen; † 2. Februar 1989, Hamm-Heessen)
        - Karl Maria Otto (* 25. März 1930, Loburg; † 26. Oktober 1965, Vorden) ⚭ am 11. Mai 1955 in Borlinghausen mit Ida Gertrudis Maria Ignatia Freiin von Weichs zur Wenne (* 17. Juni 1928, Borlinghausen), welche 1984 das Haus Byink als Altenteil bezog
          - Monika (* 4. April 1956) ⚭ am 8. Juli 2006 mit Hans Christian von der Wense (* 1. April 1959)
          - Karl-Hubertus (* 24. April 1957) ⚭ am 23. Juli 1984 mit Monika Freiin von Loë (* 7. März 1958)
            - Philipp (* 6. August 1985) ⚭ am 20. August 2021 mit Henrike Horstmann (* 19. Februar 1992)
            - Alexandra (* 1987)
            - Luisa (* 1989)

          - Pius (* 10. Dezember 1958)
          - Josef (* 27. September 1960) ⚭ Hedwig Freiin von Lüninck (* 3. Juni 1963)
          - Agnes (* 27. Juli 1963) ⚭ 1993 mit Gebhard Graf von Stillfried (* 18. August 1962)
          - Maria (* 26. August 1964)

        - Friedrich-Christian (* 1. Dezember 1932, Loburg; † 12. September 2003)
        - Ida Elisabeth (* 27. April 1934, Loburg; † 13.02.2025, Ostbevern) ⚭ am 28. Juli 1967 in St. Ambrosius Ostbevern mit Nikolaus von und zur Mühlen (* 6. Dezember 1931, Haus Ruhr; † 10. Dezember 2013, Ostbevern)

      - Otto Joseph Franziskus Aloisius Hubertus Maria (* 7. Februar 1875, Loburg; † 29. März 1956, Horstmar) ⚭ am 20. Juni 1905 in Münster mit Maria Freiin von Loë (* 14. Juni 1873, Schinnen; † 29. September 1932, Köln)
      - Maria Mathilda Anna Huberta Georgina (* 23. August 1877)
      - Theresia Bendine Maria Huberta Josephina (* 1. März 1882; † 25. August 1932)

  - Friedrich August (* 28. Juni 1796, Münster; † 21. Mai 1864, Hamm) ⚭ 1837 mit Gräfin Maria Bianca von Kospoth (* 21. April 1812; † unbekannt)
  - Max Friedrich (* 26. Mai 1798, Münster; † 1. Oktober 1874, Münster) ⚭ 1842 mit Freiin Francisca von Oer zu Egelburg
  - Wilhelm Max Adolf Maria (* 8. Oktober 1799, Loburg; † 2. Juli 1863, Münster) ⚭ am 19. Juli 1827 in Paderborn mit Laura Thelesphora Ottilia von der Lippe
  - Wilhelmina Frederika Gisberta Franziska (* 21. März 1801, Loburg; † 14. Mai 1876, Niederlahnstein) ⚭ am 16. Februar 1819 auf Schloss Loburg mit Lebrecht von Graevenitz (* 16. August 1786, Stettin; † 23. Februar 1841, Breslau)
- Maximilian Friedrich von Elverfeldt genannt Beverförde zu Werries

## Besitzungen
- Schloss Oberwerries in Hamm, 1667–1692 erbaut, 1942 verkauft
- Schloss Loburg in Ostbevern, ersteigert 1785; seit 1953 an das Bistum Münster verpachtet
- Anna-Kapelle (Ostbevern)
- Beverfoerder Hof in Münster, am 10. Oktober 1943 bis auf einen Flügel zerstört
- Haus Langen in Telgte
- Münsterhof in Horstmar
- Merveldter Hof in Horstmar 1768 – ca. 1985[5]
- Sendenhof in Horstmar von 1676 bis 1968
- Haus Byink in Davensberg
  - Haus Upleward, Ostfriesland
  - Haus Hamswehrum, Ostfriesland
- Haus Wenge (heute Stadt Dortmund)

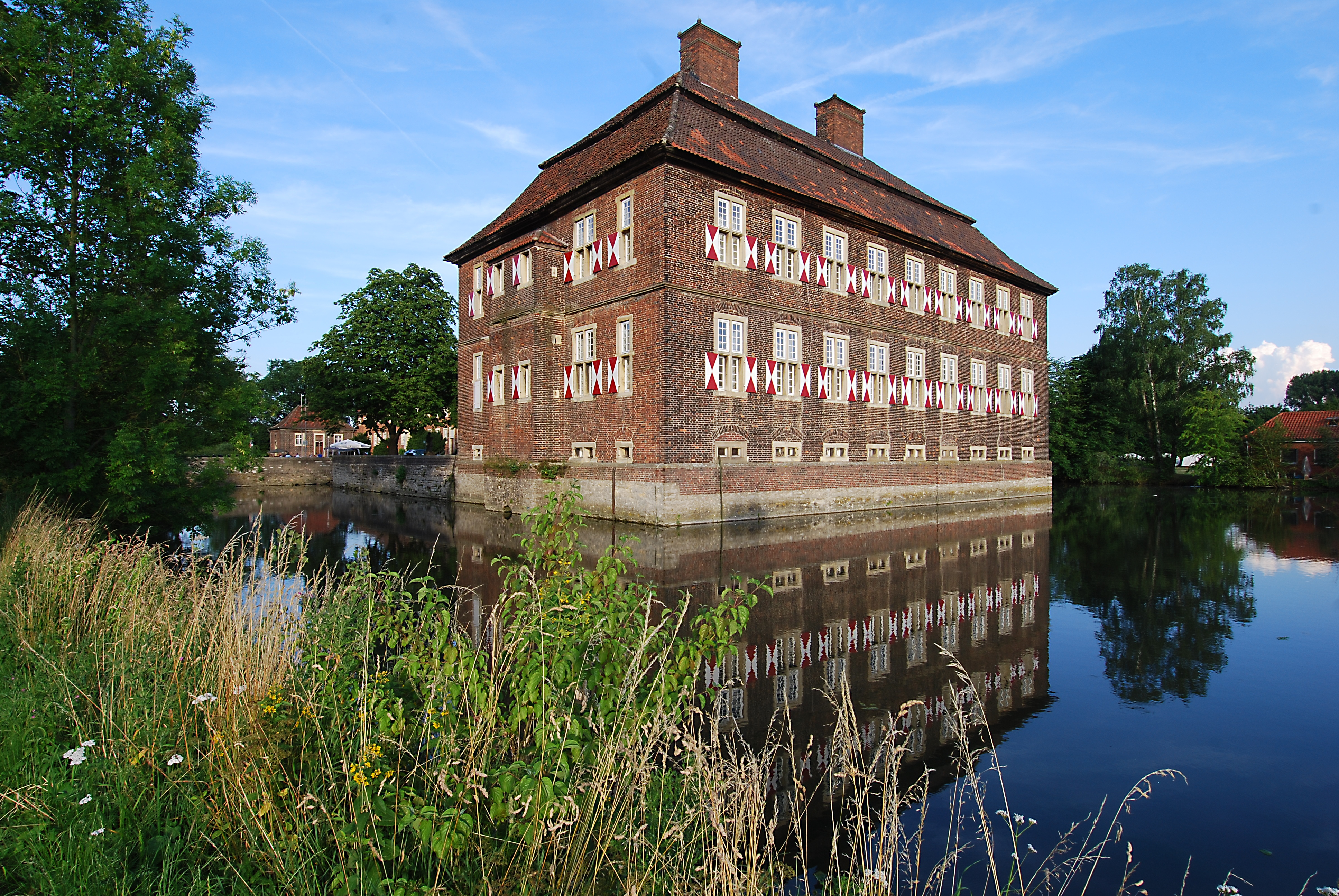
Schloss Oberwerries in Hamm
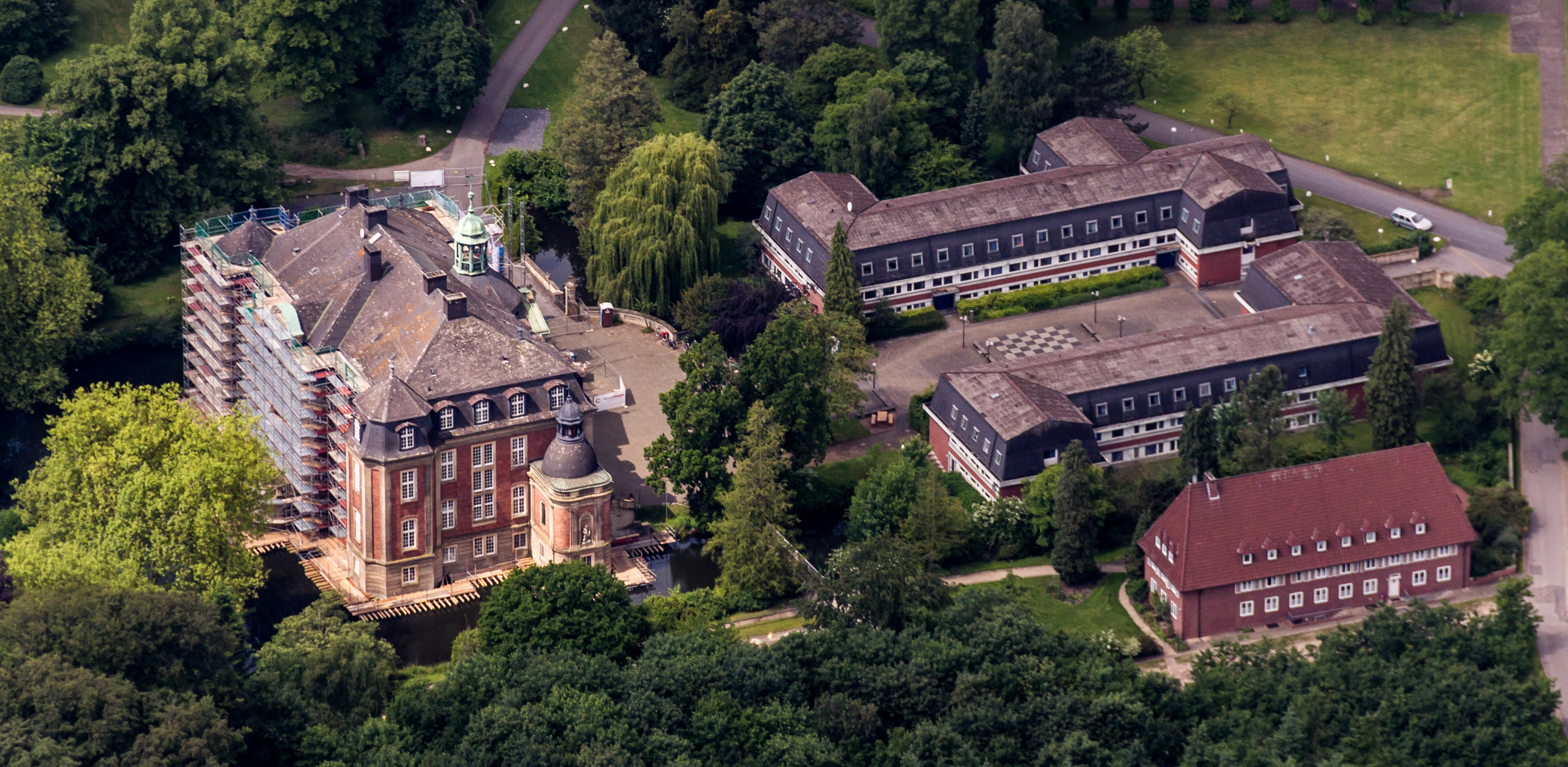
Schloss Loburg, seit 1785 im Besitz der Familie
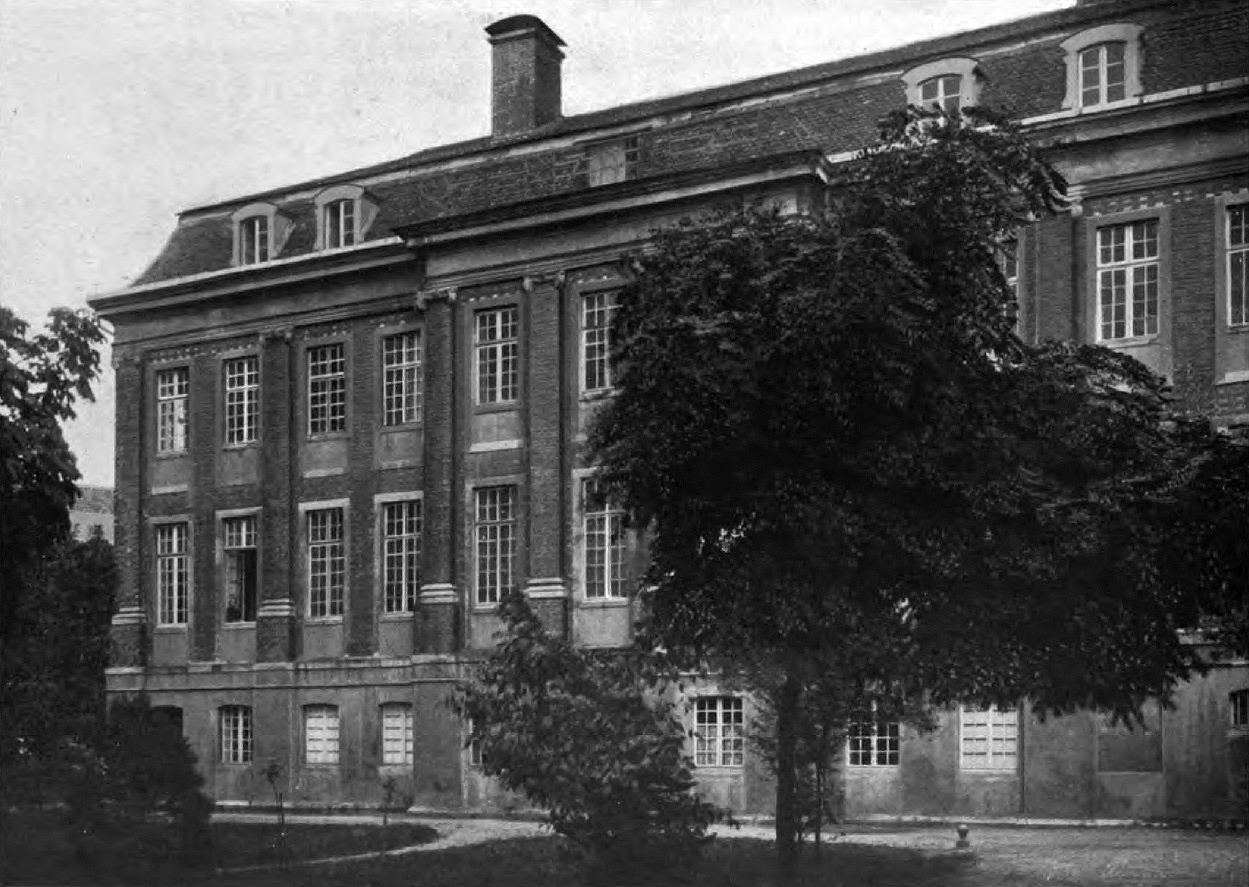
Beverfoerder Hof in Münster (um 1912)
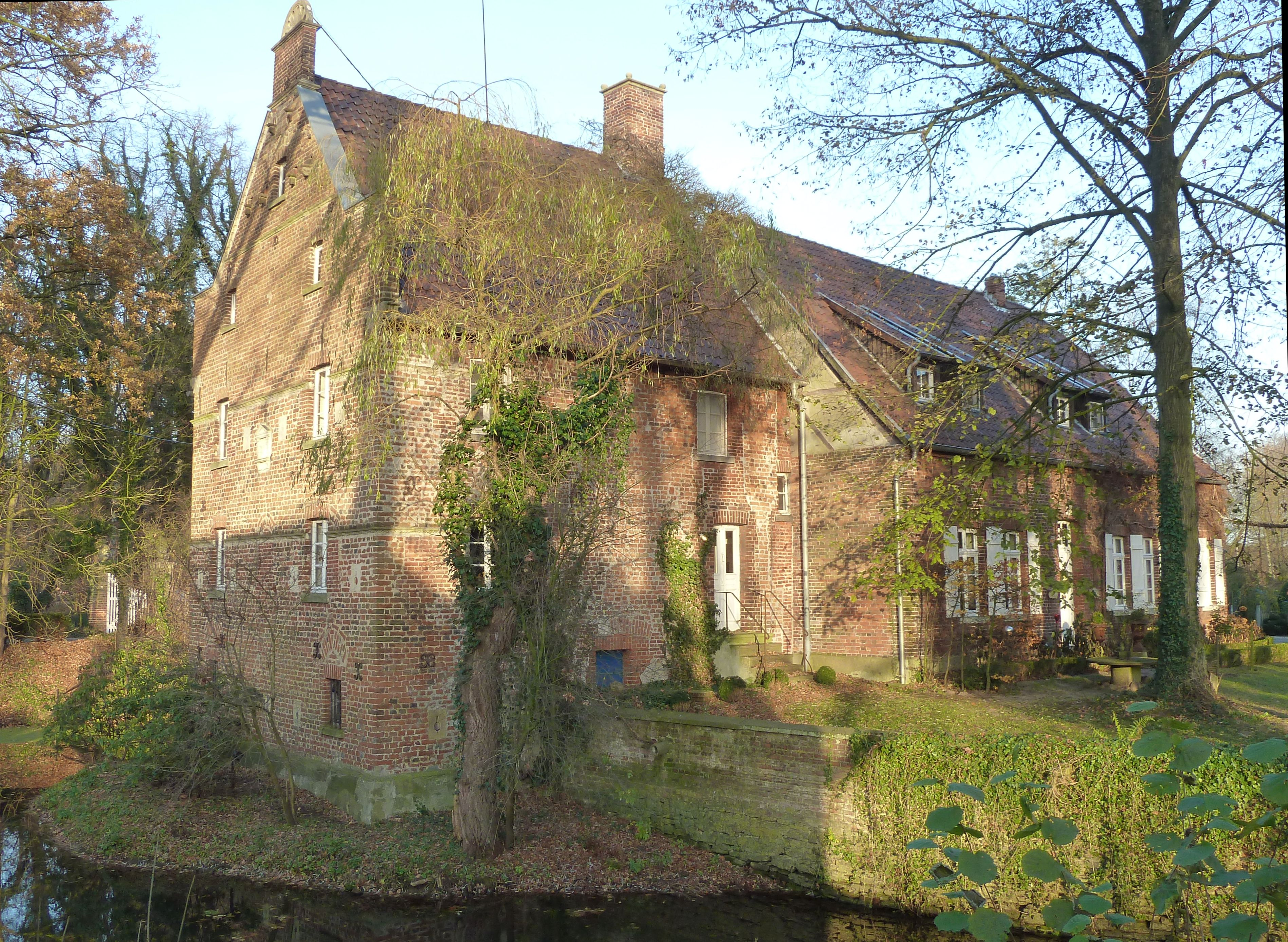
Haus Langen in Telgte
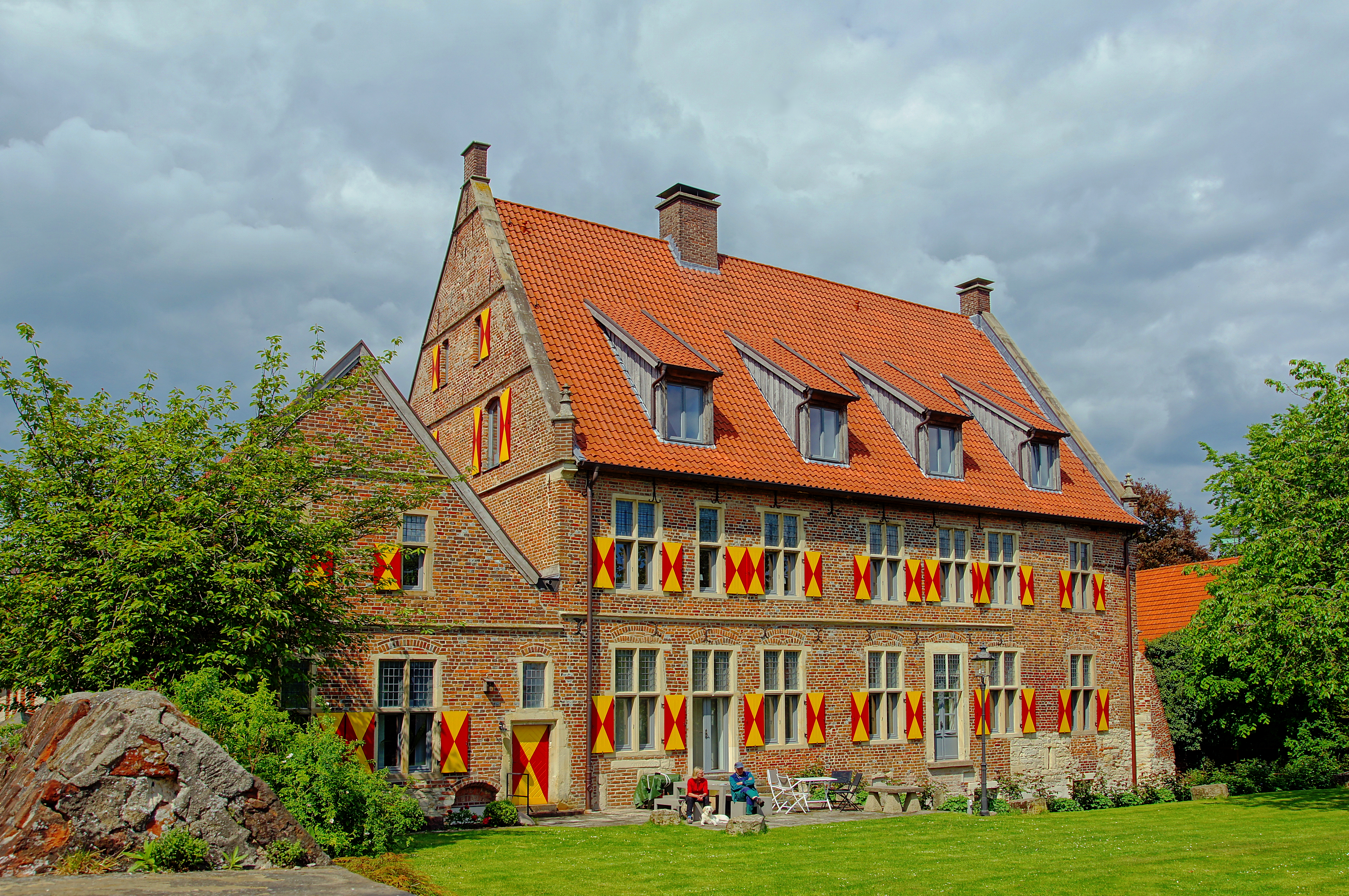
Münsterhof in Horstmar
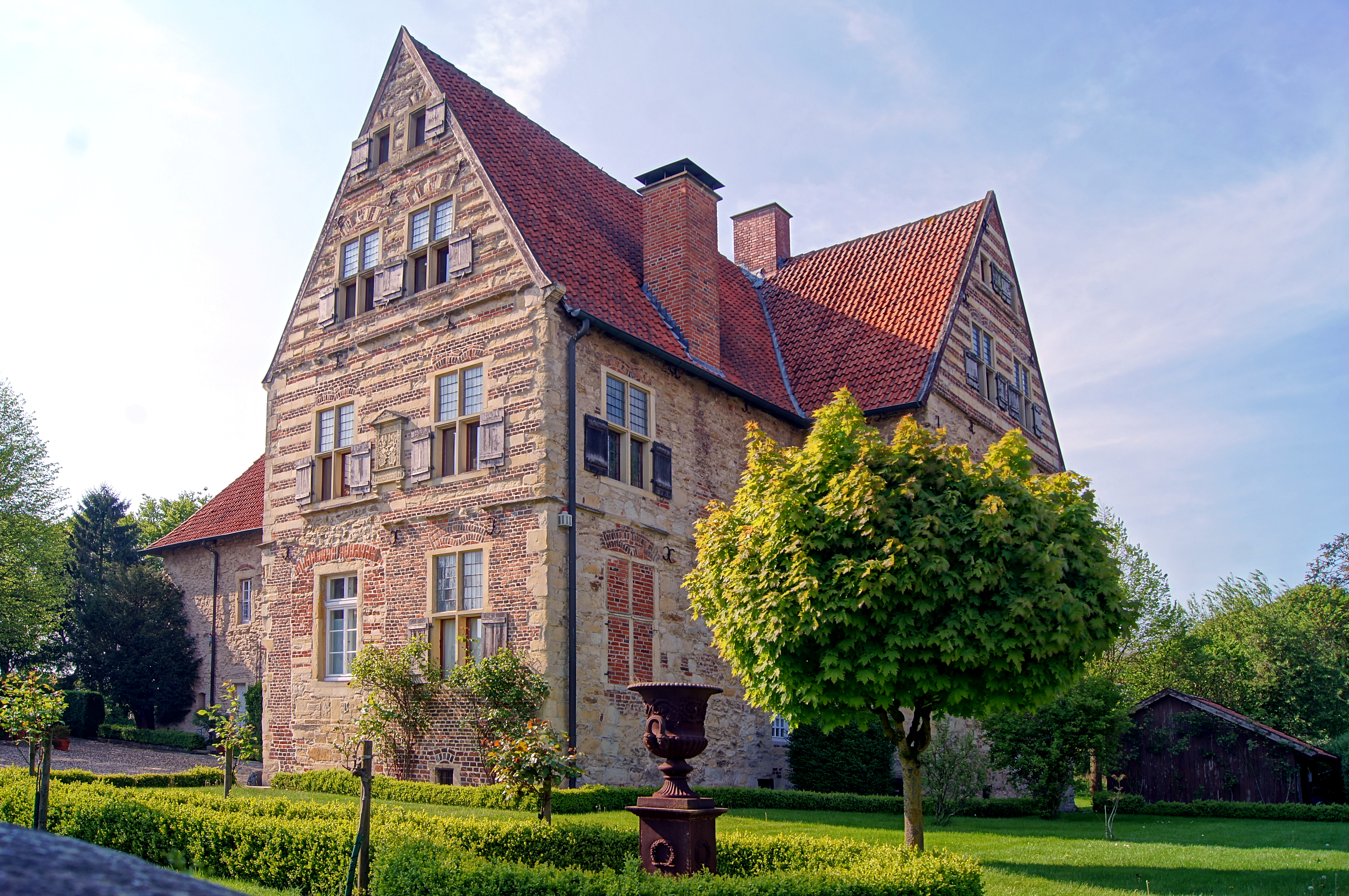
Merveldter Hof in Horstmar
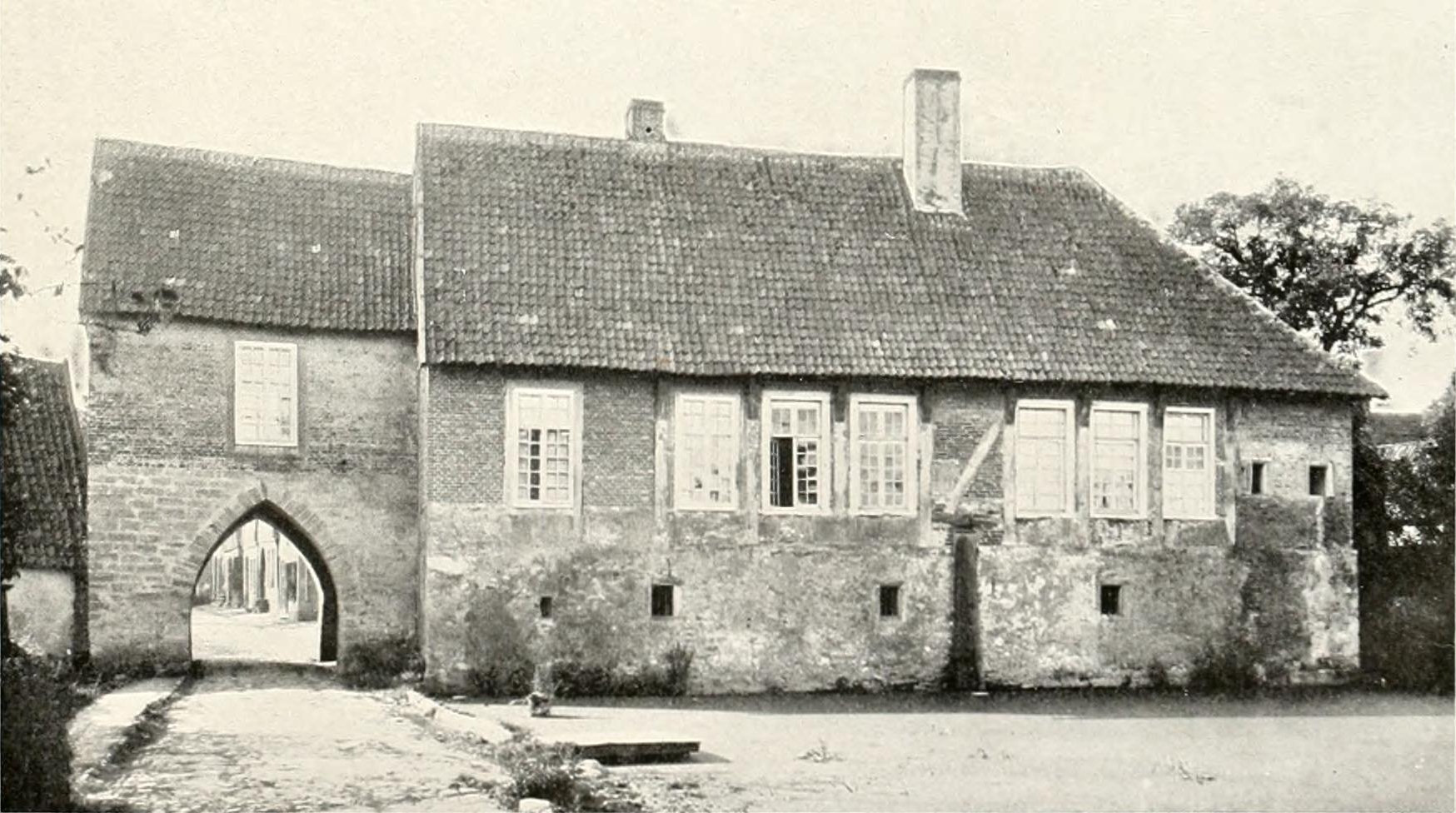
Sendenhof in Horstmar
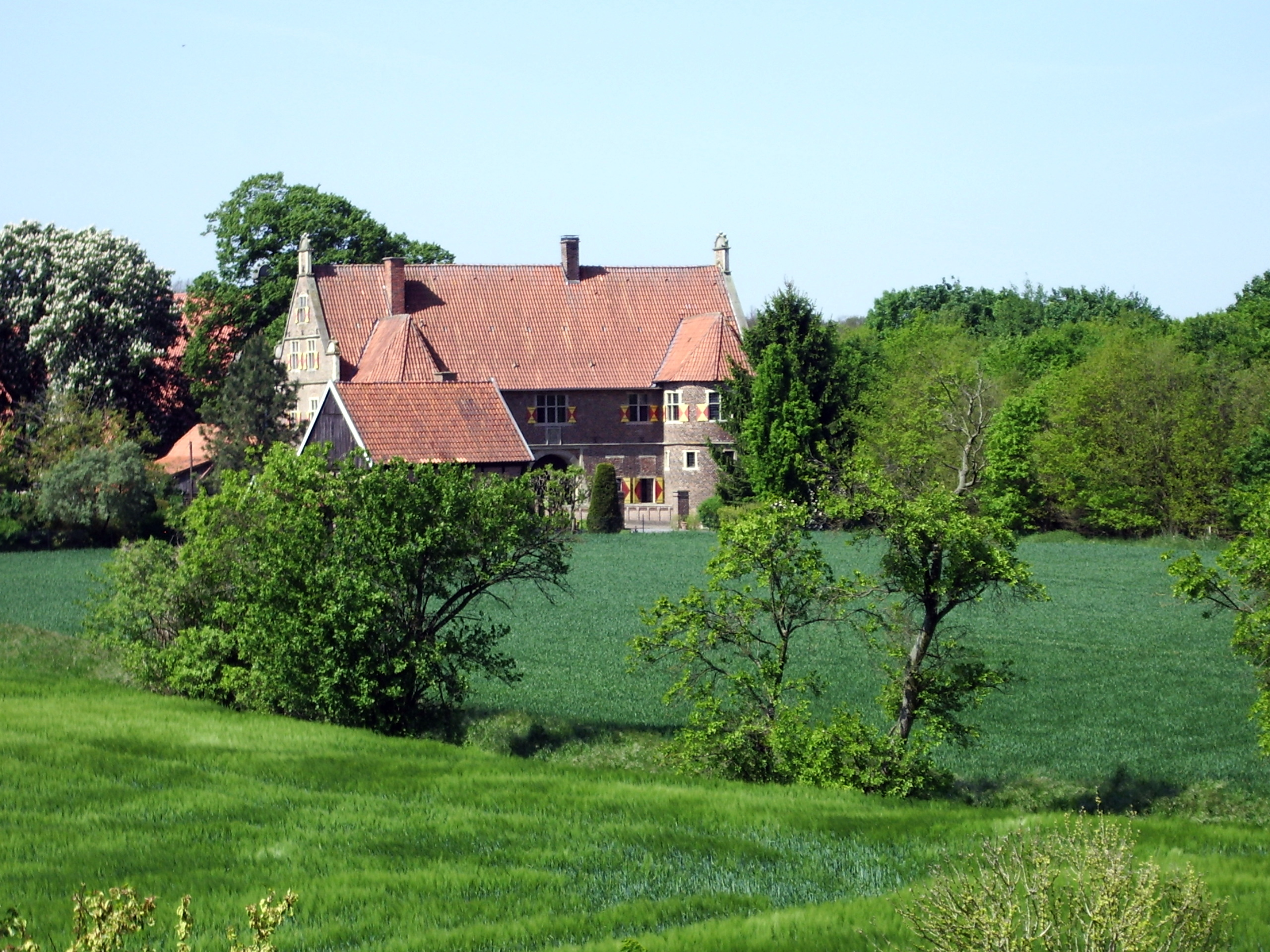
Haus Byink in Davensberg, seit 1761 im Besitz der Familie

Stammbaum derer von Elverfeld genannt Beverförde-Werries
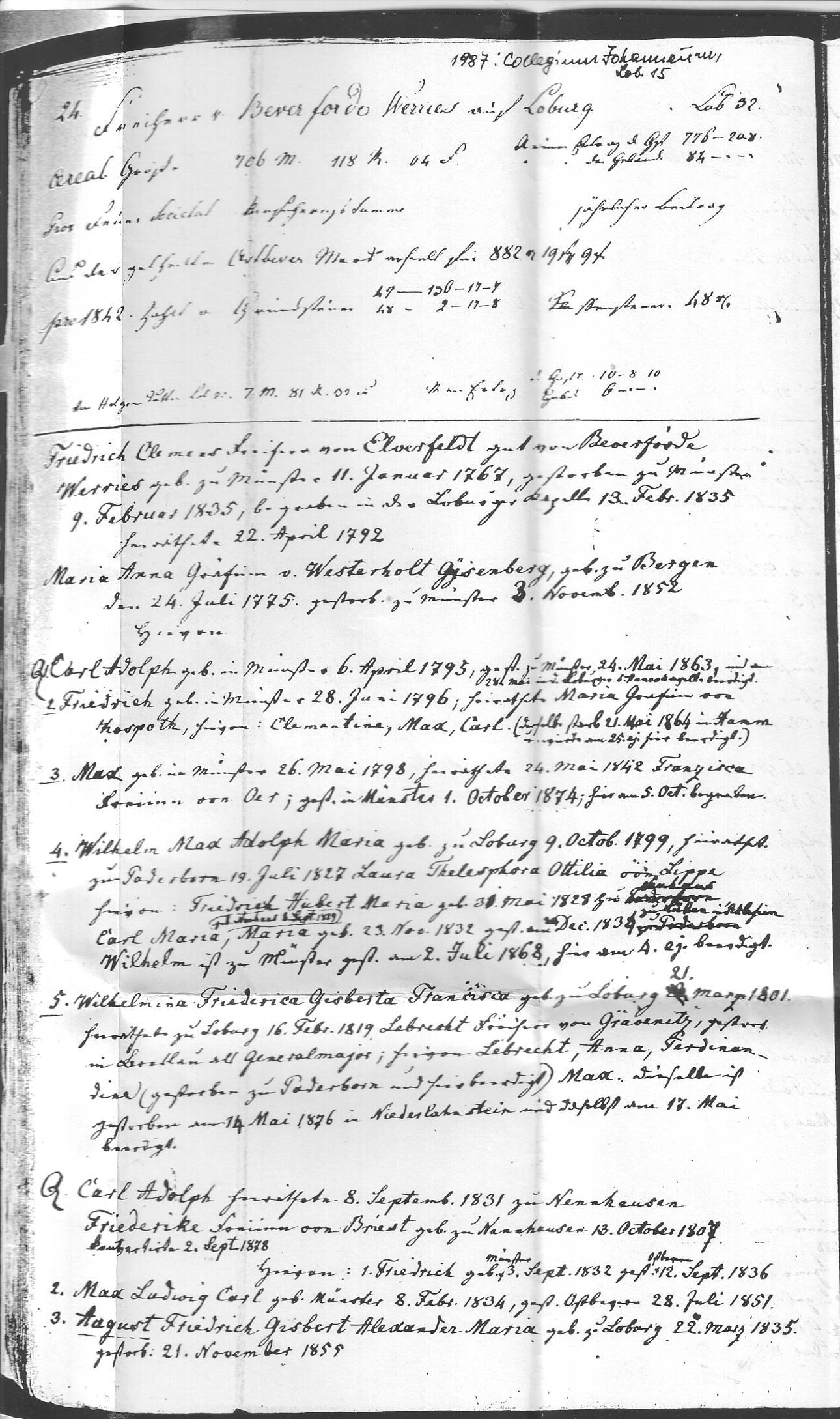
Stammbaum
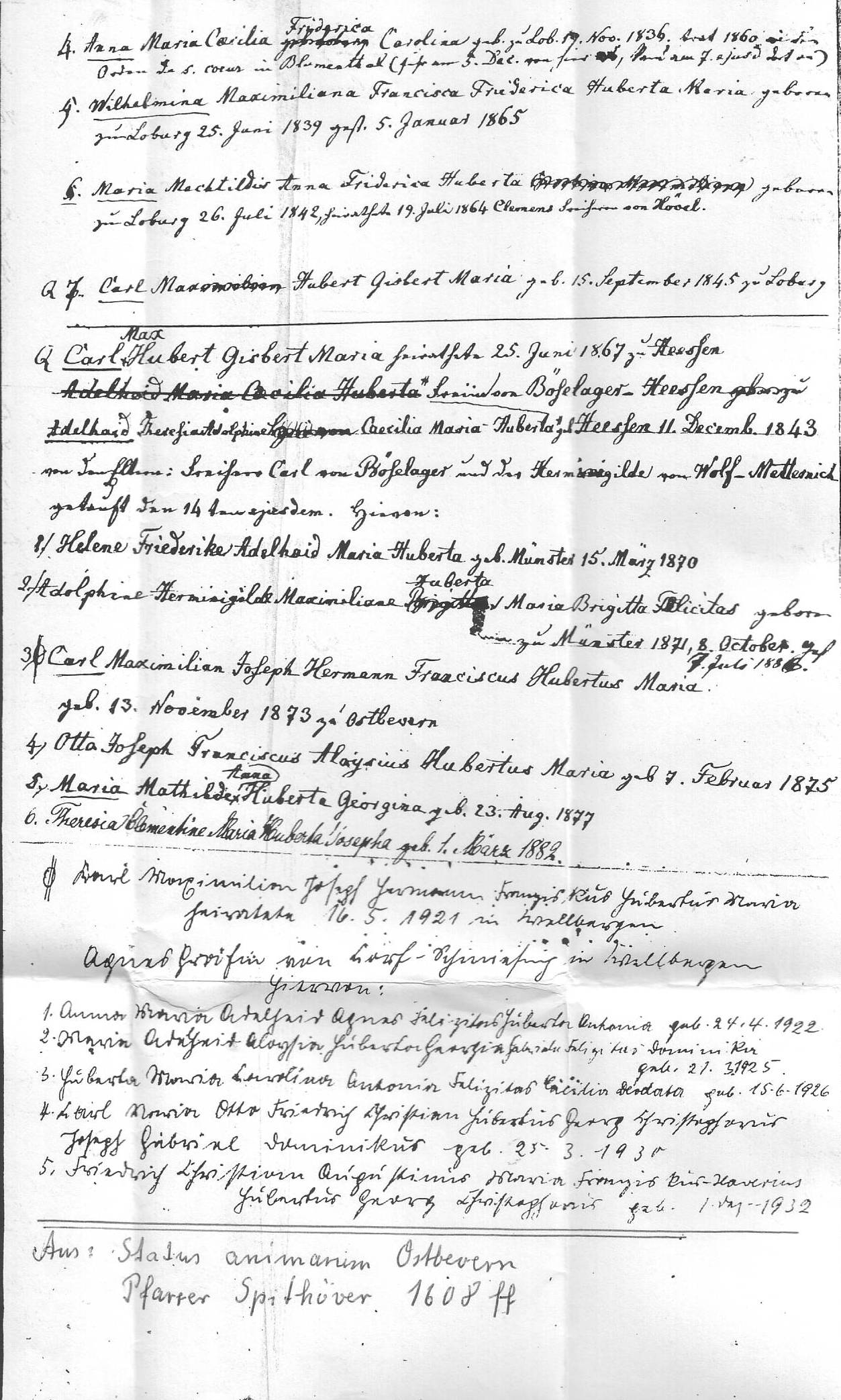
Quelle: Liber status animarum